# Matthiola maroccana
Matthiola maroccana är en korsblommig växtart som beskrevs av Ernest Saint-Charles Cosson. Matthiola maroccana ingår i släktet lövkojor, och familjen korsblommiga växter. Inga underarter finns listade i Catalogue of Life.